# Culinária do Paraguai

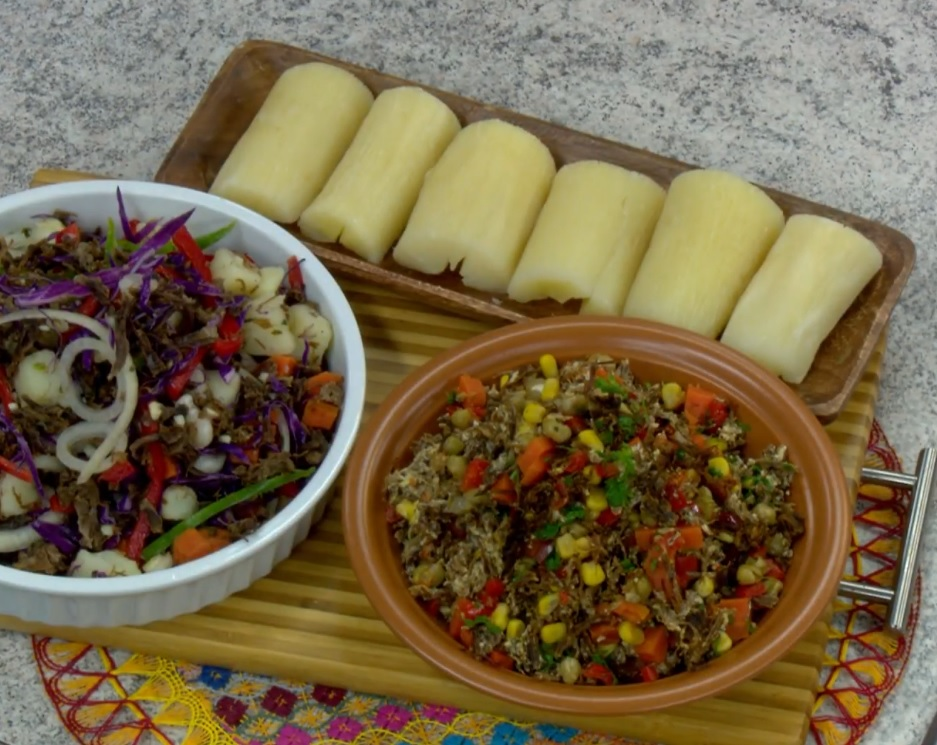
Chastaka, comida de carne seca, ovos, cebola e milho

A culinária do Paraguai tem forte influência indígena, predominando o milho e a mandioca, que são produtos usados frescos e naturais.

## Comidas típicas
- Sopa paraguaia: ''Sopa'' solida preparada com fubá, queijo meia cura ralado grosso, cebola e manteiga. Comido a qualquer hora do dia, quente ou fria.
- Chipa: bolinho de assado de polvilho com manteiga e queijo. Tradicionalmente é feito no formato de "meia lua". Lembra muito pão de queijo.
- Tortilha: (seria bolinho no Brasil), massa frita com farinha de trigo ovos queijo e leite. Pode ser consumido como acompanhamento de comidas ou mesmo como lanche ;
- Chipa Guazu: torta salgada de milho verde ralado, cebola, manteiga, queijo, ovos e leite, servida quente.
- Kivevé: polenta de abóbora.
- Vori vori: ensopado a base de carne e bolotas de fubá.
- Payaguá Mascada: Comida típica paraguaia que é preparada para celebrar as festividades de "San Juan" - São João 24 de junho. Ingredientes: carne moída cozida; mandioca, alho, óleo; sal; cominho; pimenta e cebolinha.

Também é muito consumido o tereré, infusão de ervas muito semelhante ao chimarrão, porém gelada. Pode ser tomada com ou sem açúcar, ou ainda batido com suco de laranja (Tê naranja).